# Hysteria!
Histèria! és una sèrie de televisió de comèdia de terror i thriller americana creada per Matthew Scott Kane.
Els vuit episodis de la primera temporada es van estrenar el 18 d'octubre de 2024.

## Premissa
Ambientada durant el pànic satànic de la dècada de 1980, la desaparició d'un estimat quarterback universitari provoca xiuxiueigs d'activitat oculta i influència satànica a tota la ciutat. Dylan Campbell, Jordy i Spud, un trio de marginats d'una banda local de música heavy metal en dificultats anomenada Dethkrunch, decideixen capitalitzar el sobtat interès de la ciutat per l'ocultisme canviant-se de nom com a banda de metall satànic, la qual cosa els porta a convertir-se en els objectius de l'ocultisme i la caça de bruixes del poble.

## Repartiment i personatges

### Principal
- Emjay Anthony com Dylan Campbell
- Chiara Aurelia com a Jordy
- Kezii Curtis com a Spud
- Nikki Hahn com a Faith Whitehead
- Bruce Campbell com a Ben Dandridge
- Anna Camp com a Tracy Whitehead
- Julie Bowen com a Linda Campbell

### Recurrent
- Jessica Treska com a Judith
- Nolan North com a Gene Campbell
- Elijah Richardson com Cliff
- Brandon Butler com a Ryan Hudson
- Garret Dillahunt com el reverend
- Milly Shapiro com a Ingrid
- Allison Scagliotti com a oficial Olsen
- Jennie Page com Abigail Perkins

## Episodis
| Núm. | Títol                     | Direcció               | Guió                 | Data d'estrena original |
| ---- | ------------------------- | ---------------------- | -------------------- | ----------------------- |
| 1    | «Hysteria»                | Jordan Vogt-Roberts    | Matthew Scott Kane   | 18 d'octubre de 2024    |
| 2    | «Die Young»               | Wendey Stanzler        | Jamie Flanagan       | 18 d'octubre de 2024    |
| 3    | «Can I Play with Madness» | Alonso Alvarez-Barreda | Maisie Culver        | 18 d'octubre de 2024    |
| 4    | «Dance Macabre»           | Shana Stein            | Hakim Hill           | 18 d'octubre de 2024    |
| 5    | «Mother»                  | Millicent Shelton      | Pamela Garcia Rooney | 18 d'octubre de 2024    |
| 6    | «Speaking in Tongues»     | Eduardo Sanchez        | Dani Parker          | 18 d'octubre de 2024    |
| 7    | «It's Late»               | Wendey Stanzler        | David A. Goodman     | 18 d'octubre de 2024    |
| 8    | «Heaven's on Fire»        | Jordan Vogt-Roberts    | Matthew Scott Kane   | 18 d'octubre de 2024    |

## Producció

### Desenvolupament
L'agost de 2022, es va anunciar que Peacock havia donat una comanda directa  de realitzar la sèrie a Hysteria!, un thriller dramàtic ambientat durant el pànic satànic de la dècada de 1980 de l'escriptor Matthew Scott Kane. Jonathan Goldstein i John Francis Daley dirigiren i produïren la sèrie. Jordan Vogt-Roberts dirigí l'episodi d'estrena, mentre que David A. Goodman actuà com a showrunner, escriptor i productor executiu.

### Càsting
L'abril de 2023, es va anunciar que Julie Bowen havia estat elegida com a protagonista, Linda Campbell, la mare d'una adolescent marginada. Més tard aquell mes, Emjay Anthony, Chiara Aurelia, Kezii Curtis, Nikki Hahn i Anna Camp s'havien afegit al repartiment. En aquest mateix mes, també es va informar que Bruce Campbell s'havia unit al repartiment com a cap Dandridge. El febrer de 2024, es va informar que Nolan North, Garret Dillahunt, Elijah Richardson, Milly Shapiro, Allison Scagliotti i Jessica Treska s'havien unit al repartiment com a Gene, The Reverend, Cliff, Ingrid, Oficial Olsen i Judith, respectivament.

## Publicació
La primera temporada que consta de vuit episodis es va estrenar el 18 d'octubre de 2024 a Peacock. L'estrena de la sèrie també es va emetre a Syfy i USA Network el mateix dia, i els episodis posteriors es van continuar emetent a USA Network cada divendres a partir d'aleshores.

## Recepció

### Resposta de la crítica
El lloc web d'agregador de ressenyes Rotten Tomatoes va informar d'una puntuació d'aprovació del 86% amb una puntuació mitjana de 6,7/10, basada en 14 crítiques. Metacritic, que utilitza una mitjana ponderada, va assignar una puntuació de 62 sobre 100 basada en 7 crítics, indicant "crítiques generalment favorables".